# قائمة إصدارات الطوابع في العراق (1921-1930)
هذه قائمة بإصدارات الطوابع في العراق للفترة 1921-1930، إذ صدر أربع وثلاثون طابعا وبطاقة بريدية واحدة توزعت على بعض سنوات عقد 1920 ولم يصدر في السنوات الثلاث الأخيرة أية طوابع إضافة إلى سنة 1926:

## 1921
استعملت طوابع عثمانية موشحة.
| # | تاريخ الإصدار | الوصف | الصورة | القيمة    | الأبعاد   |
| - | ------------- | --- | ------ | --------- | --------- |
| 1 | 1921          | طابع عثماني أخضر اللون موشح بعبارة (Iraq in British occupation) والتي تعني العراق تحت الاحتلال البريطاني، مع توشيح بقيمة الطابع.         |        | ½ آنة     | 31*25 ملم |
| 2 | 1921          | طابع عثماني بنفسجي بني اللون موشح بعبارة (Iraq in British occupation) والتي تعني العراق تحت الاحتلال البريطاني، مع توشيح بقيمة الطابع.   |        | آنة ونصف  | 31*25 ملم |
| 3 | 1921          | طابع عثماني بلون زيتوني موشح بعبارة (Iraq in British occupation) والتي تعني العراق تحت الاحتلال البريطاني، مع توشيح بقيمة الطابع.        |        | روبيتان   | 42*28 ملم |
| 4 | 1921          | طابع عثماني أخضر اللون موشح بعبارة (Iraq in British occupation) والتي تعني العراق تحت الاحتلال البريطاني، مع توشيح بقيمة الطابع.         |        | ½ آنة     | 31*25 ملم |
| 5 | 1921          | طابع عثماني أحمر اللون موشح بعبارة (Iraq in British occupation) والتي تعني العراق تحت الاحتلال البريطاني، مع توشيح بقيمة الطابع.         |        | آنة واحدة | 36*24 ملم |
| 6 | 1921          | طابع عثماني بلون أرجواني موشح بعبارة (Iraq in British occupation) والتي تعني العراق تحت الاحتلال البريطاني، مع توشيح بقيمة الطابع.       |        | آنة ونصف  | 31*25 ملم |
| 7 | 1921          | طابع عثماني أحمر اللون موشح بعبارة (Iraq in British occupation) والتي تعني العراق تحت الاحتلال البريطاني، مع توشيح بقيمة الطابع.         |        | أربع آنات | 31*25 ملم |
| 8 | 1921          | طابع عثماني برتقالي أخضر اللون موشح بعبارة (Iraq in British occupation) والتي تعني العراق تحت الاحتلال البريطاني، مع توشيح بقيمة الطابع. |        | ثمان آنات | 31*25 ملم |

## 1922
استعملت طوابع عثمانية موشحة.
| # | تاريخ الإصدار | الوصف | الصورة | القيمة      | الأبعاد   |
| - | ------------- | --- | ------ | ----------- | --------- |
| 1 | 1922          | طابع عثماني بلون بني محمر موشح بعبارة (Iraq in British occupation) والتي تعني العراق تحت الاحتلال البريطاني، مع توشيح بقيمة الطابع. |        | روبية واحدة | 42*28 ملم |

## 1923
سلسلة الطوابع البريدية الأولى في العراق كانت من تصميم إديث تشيزمان باستثناء طابعين كانا من تصميم مارجوري ماينارد، وهذه الطوابع تصور الفن والهندسة المعمارية العراقية التاريخية. هذه المجموعة من الطوابع التي ضمت 12 طابعا تضم ثمانية تصاميم مختلفة تصور مناظر وصور من التاريخ القديم والوقت الحالي. وقد كانت مقيمة بالآنه والروبية الهندية، ومحاطة بالكلمات "العراق" و"البريد والدخل" بالغتين العربية والانكليزية.

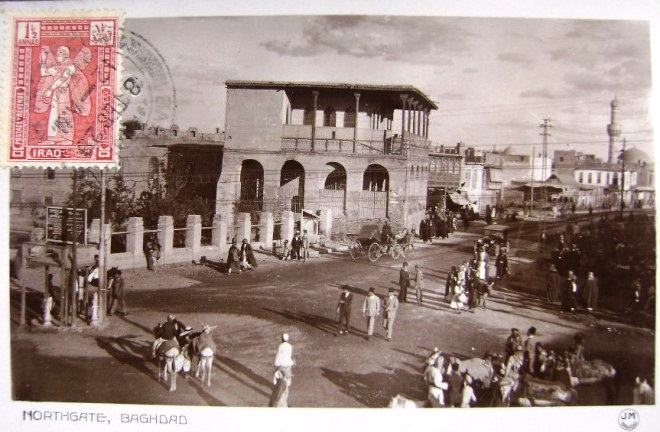
بطاقة بريدية يظهر عليها طابع بقيمة آنة ونصف

| #  | تاريخ الإصدار | الوصف                                                                           | الصورة | القيمة      | الأبعاد     |
| -- | ------------- | ------------------------------------------------------------------------------- | ------ | ----------- | ----------- |
| 1  | 1 أيار 1923   | صورة لجامع الإمام الأعظم والطابع بلون زيتوني                                    |        | نصف آنة     | 32*25 ملم   |
| 2  | 1 أيار 1923   | وسائل النقل النهري القديمة في العراق (القفة أو الگفة) بلون بني                  |        | آنة واحدة   | 32*25 ملم   |
| 3  | 1 أيار 1923   | معلم آثري بلون آحمر                                                             |        | آنة ونصف    | 24*33 ملم   |
| 4  | 1 أيار 1923   | ثور مجنح بلون المغرة                                                            |        | آنتان       | 33.5*27 ملم |
| 5  | 1 أيار 1923   | طاق كسرى، أزرق رمادي اللون                                                      |        | ثلاث آنات   | 37*27 ملم   |
| 6  | 1 أيار 1923   | رجل يمتطي جملا ويحمل راية مكتوب عليها "نصر من الله وفتح قريب" بلون أرجواني غامق |        | أربع آنات   | 28*33 ملم   |
| 7  | 1 أيار 1923   | صورة العتبة الكاظمية بلون أخضر مزرق                                             |        | ست آنات     | 33*27 ملم   |
| 8  | 1 أيار 1923   | رجل يمتطي جملا ويحمل راية مكتوب عليها "نصر من الله وفتح قريب" بلون زيتوني مصفر  |        | ثمان آنات   | 28*34 ملم   |
| 9  | 1 أيار 1923   | نقش لونين بني وأخضر مزرق                                                        |        | روبية واحدة | غير متوفر   |
| 10 | 1 أيار 1923   | جامع الإمام الأعظم بلون بني مصفر                                                |        | روبيتان     | غير متوفر   |
| 11 | 1 أيار 1923   | جامع الإمام الأعظم بلون أسود                                                    |        | روبيتان     | غير متوفر   |
| 12 | 1 أيار 1923   | رجل يمتطي جملا ويحمل راية مكتوب عليها "نصر من الله وفتح قريب" بلون برتقالي      |        | خمس روبيات  | غير متوفر   |
| 13 | 1 أيار 1923   | صورة العتبة الكاظمية بلون كارمن                                                 |        | عشر روبيات  | غير متوفر   |

## 1924
استعملت طوابع مالية بعد توشيح طوابع بريدية.
| #  | تاريخ الإصدار | الوصف                                            | الصورة | القيمة      | الأبعاد     |
| -- | ------------- | ------------------------------------------------ | ------ | ----------- | ----------- |
| 1  | 1922          | طابع موشح بعبارة (ON STATE SERVICE) وعبارة رسمي. |        | نصف آنة     | 32*25 ملم   |
| 2  | 1922          | طابع موشح بعبارة (ON STATE SERVICE) وعبارة رسمي. |        | آنة واحدة   | 32*25 ملم   |
| 3  | 1922          | طابع موشح بعبارة (ON STATE SERVICE) وعبارة رسمي. |        | آنة ونصف    | 24*33 ملم   |
| 4  | 1922          | طابع موشح بعبارة (ON STATE SERVICE) وعبارة رسمي. |        | آنتان       | 33.5*27 ملم |
| 5  | 1922          | طابع موشح بعبارة (ON STATE SERVICE) وعبارة رسمي. |        | ثلاث آنات   | 37*27 ملم   |
| 6  | 1922          | طابع موشح بعبارة (ON STATE SERVICE) وعبارة رسمي. |        | أربع آنات   | 28*33 ملم   |
| 7  | 1922          | طابع موشح بعبارة (ON STATE SERVICE) وعبارة رسمي. |        | ست آنات     | 33*27 ملم   |
| 8  | 1922          | طابع موشح بعبارة (ON STATE SERVICE) وعبارة رسمي. |        | ثمان آنات   | 28*34 ملم   |
| 9  | 1922          | طابع موشح بعبارة (ON STATE SERVICE) وعبارة رسمي. |        | روبية واحدة | غير متوفر   |
| 10 | 1922          | طابع موشح بعبارة (ON STATE SERVICE) وعبارة رسمي. |        | خمس روبيات  | غير متوفر   |
| 10 | 1922          | طابع موشح بعبارة (ON STATE SERVICE) وعبارة رسمي. |        | عشر روبيات  | غير متوفر   |

## 1925
صدر طابع يحتوي على صورة جامع الإمام الأعظم بلون أصفر.
| # | تاريخ الإصدار | الوصف                        | الصورة | القيمة  |
| - | ------------- | ---------------------------- | ------ | ------- |
| 1 | 1925          | جامع الإمام الأعظم بلون أصفر |        | روبيتان |

## 1927
الإصدار الأول الذي يحمل صورة الملك فيصل الأول.
| # | تاريخ الإصدار | الوصف                                                  | الصورة | القيمة      | الأبعاد   |
| - | ------------- | ------------------------------------------------------ | ------ | ----------- | --------- |
| 1 | 1927          | صورة الملك فيصل الأول بلون بني محمر بقيمة روبية واحدة. |        | روبية واحدة | 25*33 ملم |